# Руснаци в Узбекистан
Руснаците в Узбекистан са второто по големина малцинство след таджиките, съставляват 5,5 % от населението (2005).

## Численост
По данни от 1989 година 2/3 от руснаците населяват град Ташкент, съставляват 37 % от населението на града.